# Alipurduar
Alipurduar est une ville et une municipalité de l'État indien du Bengale-Occidental.
La ville est le siège du district d'Alipurduar.

## Géographie
Alipurduar est située sur la rive est de la rivière Kaljani et est établie sur les contreforts de l'Himalaya. La ville est une porte d'entrée vers le Bhoutan et les États du nord-est de l'Inde.

## Transports
Le train Dibrugarh-Kânyâkumârî Vivek Express qui relie Dibrugarh, dans l'Assam, à Kânyâkumârî, au Tamil Nadu, fait un arrêt dans la ville.